# (523622) 2007 TG422
2007 TG422 — объект рассеянного диска, открытый 3 октября 2007 года в обсерватории Апачи-Пойнт. Перигелийное расстояние составляет 35,6 а.е., вследствие чего объект попадает в область гравитационного влияния Нептуна. Расстояние до Солнца в афелии совпадает с расстоянием в афелии от Солнца до Седны.

## Размеры
Сайт Майкла Брауна указывает, что объект, возможно, является карликовой планетой с диаметром около 343 км в предположении альбедо 0,04. Альбедо предполагается низким, поскольку объект обладает голубым цветом. Однако если альбедо более высокое, то объект может иметь меньшие размеры. Если предположить альбедо равным 0,09, то диаметр будет составлять около 270 км. Поскольку точное значение альбедо остаётся неизвестным, а абсолютная звёздная величина равна 6,2, то диаметр объекта заключён в пределах от 150 до 340 км.

## Орбита
| Параметры гелиоцентрической орбиты (неустойчивой) |               |                         |
| Год (эпоха)                                       | Афелий (а.е.) | Орбитальный период, лет |
| 2007/08/28                                        | 932           | 10652                   |
| 2012/09/30                                        | 1099          | 13512                   |
| 2017/02/16                                        | 917           | 10399                   |
| 2018/06/26                                        | 901           | 10143                   |
| Устойчивая барицентрическая 2017                  | 970           | 11300                   |

2007 TG422 прошёл перигелий в 2005 году при гелиоцентрическом расстоянии 35,5 а.е. До 2018 года объект находился в направлении созвездия Тельца. 29 ноября 2017 года было противостояние данного объекта.

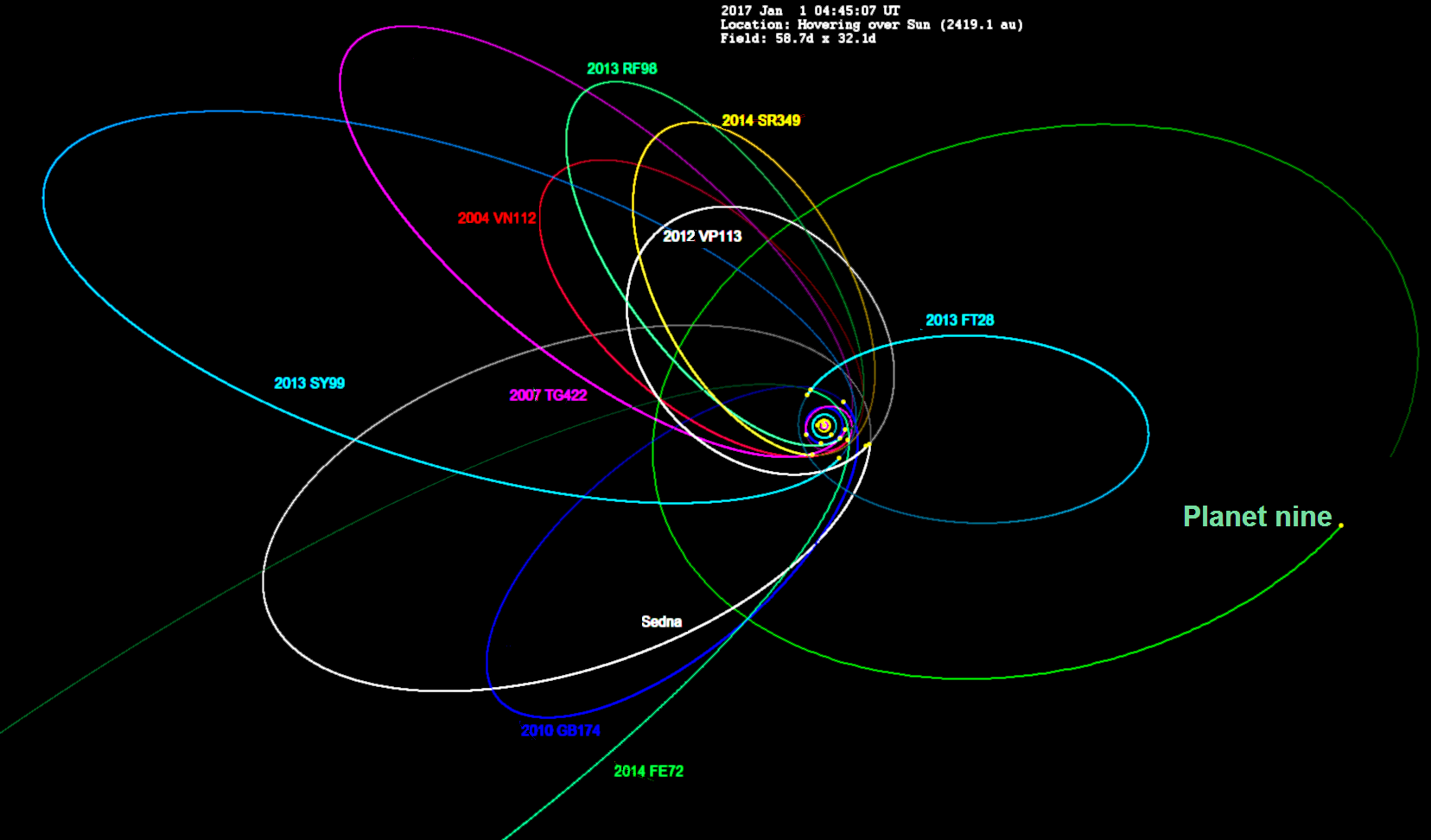
Орбита 2007 TG422 показана малиновым цветом; также представлена орбита гипотетической девятой планеты

Для заданного эксцентриситета различные эпохи дают различные гелиоцентрические невозмущённые решения задачи двух тел в точке афелия. Для эпохи 2007 года объект обладает периодом приблизительно 10611 лет при афелийном расстоянии 930 а.е. Но для эпохи 2012 года период оказывается равным 13512 годам при афелии 1099 а.е. Для объектов с таким высоким значением эксцентриситета барицентрические координаты более устойчивы, чем гелиоцентрические координаты. В системе эфемерид JPL Horizons при дуге наблюдения 5 лет барицентрические параметры орбиты на эпоху 14 мая 2018 года таковы: большая полуось 503 а.е., период 11300 лет. Для сравнения, Седна обладает барицентрической большой полуосью 506 а.е. и периодом обращения 11400 лет. Как (308933) 2006 SQ372, так и (87269) 2000 OO67 обладают большими, чем у Седны и 2007 TG422, периодами.
2007 TG422 наблюдался 98 раз в течение 7 лет и обладает параметром неопределённости U = 2. С 2015 года объект не наблюдали.

## Сравнение орбит

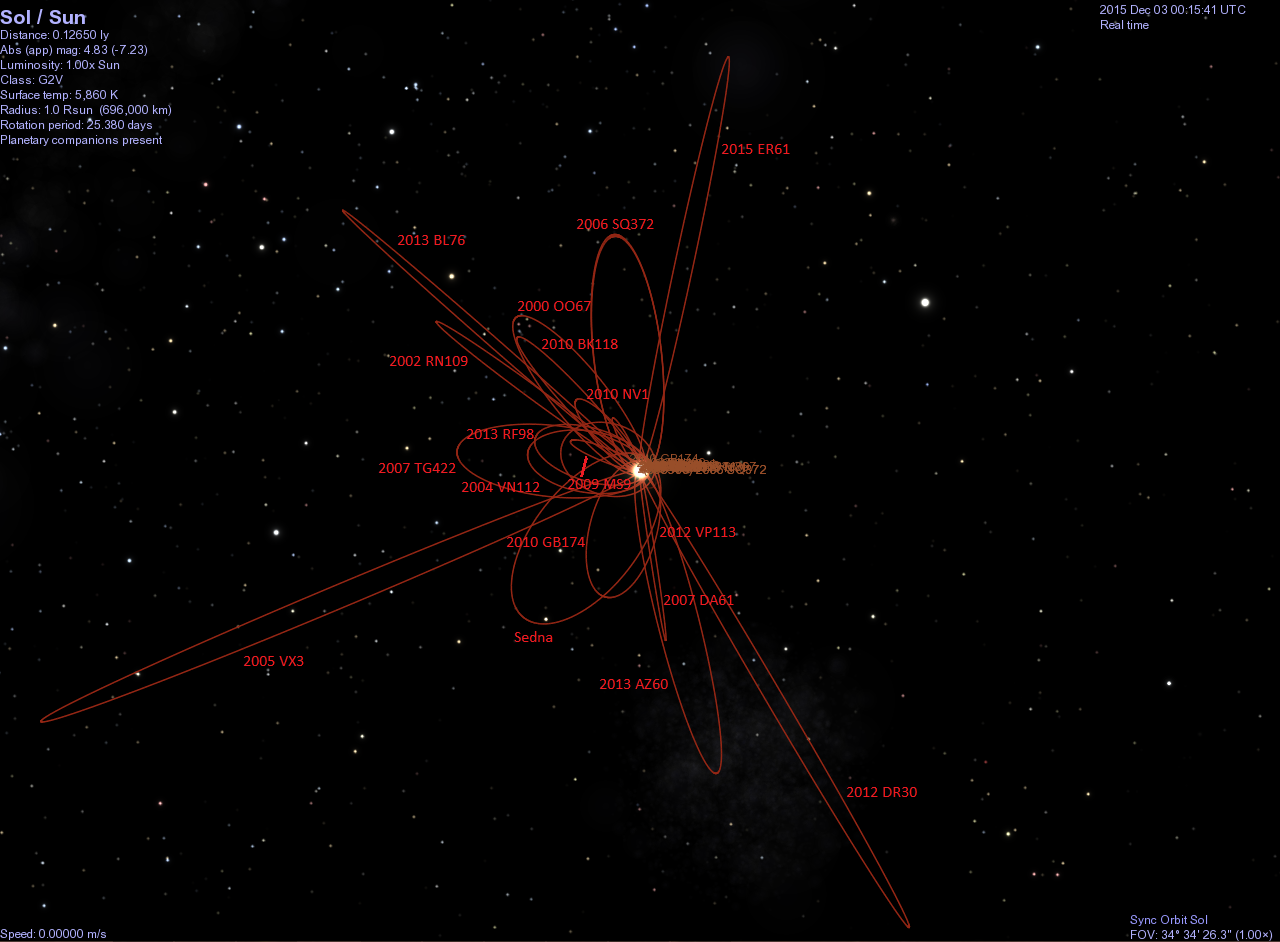
Орбита Седны в сравнении с орбитами других далёких объектов Солнечной системы, включая,,,,,,,,,,,,,,,,